# Berinda
Berinda es un género de arañas araneomorfas de la familia Gnaphosidae. Se encuentra en la cuenca del Mediterráneo y Asia central. 

## Lista de especies
Según The World Spider Catalog 12.0:
- Berinda aegilia Chatzaki, 2002
- Berinda amabilis Roewer, 1928
- Berinda cypria Chatzaki & Panayiotou, 2010
- Berinda ensigera (O. Pickard-Cambridge, 1874)
- Berinda hakani Chatzaki & Seyyar, 2010